# Спринг Хил (Флорида)
Спринг Хил (енгл. Spring Hill) насељено је место без административног статуса у америчкој савезној држави Флорида.

## Демографија
По попису из 2010. године број становника је 98.621, што је 29.543 (42,8%) становника више него 2000. године.
| Група             | 2000.          | 2010.          |
| Белци             | 61.097 (88,4%) | 77.399 (78,5%) |
| Афроамериканци    | 2.073 (3,0%)   | 5.036 (5,1%)   |
| Азијати           | 534 (0,8%)     | 1.385 (1,4%)   |
| Хиспаноамериканци | 4.720 (6,8%)   | 13.379 (13,6%) |
| Укупно            | 69.078         | 98.621         |